# 賀蘭県
賀蘭県（がらん-けん）は中華人民共和国寧夏回族自治区銀川市に位置する県。

## 行政区画
- 鎮:習崗鎮、金貴鎮、立崗鎮、洪広鎮
- 郷:常信郷